# Meleagro
Meleagro, na mitologia grega, era irmão de Dejanira, ambos filhos de Eneu, o rei dos Etólios de Cálidon, e Alteia. Foi um dos heróis da expedição dos argonautas.
Na versão mais dramatizada, logo após seu nascimento, sua mãe ficou sabendo que, quando a tora que estava na lareira fosse consumida, Meleagro morreria. Assim, ela apagou o fogo com água e escondeu a tora num cofre. O motivo de tal "maldição" era que o corpo mortal de Meleagro não suportaria o poder da imortalidade que lhe fora concedido, como filho de Ares. Portanto, ele só poderia morrer pela queima da lenha que sua mãe guardaria.
Anos depois, quando Eneu, durante um sacrifício que fazia aos deuses, esqueceu-se de prestar as devidas honras a Ártemis (Diana), deusa da caça, esta ficou indignada e por isso mandou um enorme javali flagelar os campos de Cálidon. Todos os recursos conhecidos foram usados na tentativa de eliminá-lo, mas se mostraram inúteis, e por essa razão Meleagro convidou os heróis da Grécia para ajudá-lo a caçar a fera indesejada. Foi assim que vieram Teseu e Píritos; Peleu, que seria mais tarde o pai de Aquiles; Télamon, pai de Ájax; Nestor, então jovem, e outros, entre os quais se encontrava Atalante, filha de Esqueneu, rei da Arcádia, que ao ser vista por Meleagro o fez se apaixonar imediatamente, apesar já ser casado com Cleópatra. Depois de variadas tentativas fracassadas, finalmente Meleagro conseguiu cravar a lança no flanco do javali, matando-o a seguir com inúmeros cortes. Enquanto ressoavam nos ares os gritos de aclamação e entusiasmo de todos os participantes da caçada, que alegremente rodeavam e cumprimentavam Meleagro, este se ajoelhou ao lado do javali, cortou a cabeça e retirou a pele, troféus do seu sucesso, e os ofereceu a jovem Atalanta, mas Pléxipo e Toxeu, seus tios, encheram-se de inveja com a atitude que este tomara, e para demonstrar sua discordância arrebataram das mãos da donzela o presente que ela havia recebido. Furioso com essa desfeita, Meleagro matou os dois ofensores com espadadas no coração. 
Ao descobrir quem havia matado seus irmãos, sua mãe ordenou que se acendesse um fogo, e por quatro vezes tentou jogar nele o pedaço de madeira. Mas recuou em todas essas oportunidades, apavorando-se diante da ideia de provocar a morte do próprio filho, até que tomada por uma fúria desmedida lembrou-se da profecia e jogou a tora no fogo, causando, assim, a morte de seu filho. Arrependida de imediato, Alteia se enforcou, com a esposa de Meleagro fazendo o mesmo.
Alternativamente, em outra versão da morte de Meleagro, descrita como mais antiga por Grimal, Ártemis teria provocado uma disputa entre os curetes, povo de Alteia e de seus irmãos, e os etólios, povo de Eneu, logo depois da morte do javali. Durante a luta, Meleagro matou os tios e Alteia amaldiçou o filho por isso. Revoltado, ele se retirou da luta e, com isso, os curetes começaram a vencer. Os etólios recuaram cada vez mais e sua cidade foi invadida. Os sacerdotes, o pai, a mãe, os amigos, todos imploraram, em vão, que Meleagro voltasse a lutar. Somente quando o inimigo estava atacando sua casa e o herói viu a esposa, Cleópatra Alcíone, em perigo, retomou as armas e voltou a lutar. Os etólios, graças à sua intervenção, venceram os curetes; Meleagro, porém, morreu no combate.

Meleagro é descrito como loiro na Ilíada.
1. ↑  Grimal, Dictionnaire de la mythologie grecque et romaine. V. Meleagro (segundo Diodoro de Sículo)
2. 1 2 3 4 5  Grimal, Dictionnaire de la mythologie grecque et romaine. V. Meléagro.
3. ↑  Grimal, Dictionnaire de la mythologie grecque et romaine. V. Alteia.
4. ↑  Homero (1991). Ilíada (em espanhol). [S.l.]: Editorial CSIC - CSIC Press